# Zamek w Torres Novas
Zamek w Torres Novas (port: Castelo de Torres Novas) – średniowieczny zamek w miejscowości Torres Vedras, w regionie Ribatejo (Dystrykt Santarém), w Portugalii. 
Stanowiła część fortyfikacji Rekonkwisty złożonych z Linha do Tejo (Kinia Tagu), linii zamków i placówek w czasach średniowiecza, ostatnio zintegrowanych w regionie turystycznym Região de Turismo dos Templários (Region turystyczny Templariuszy).
Budynek jest klasyfikowany jako Pomnik Narodowy od 1910. 